# Ash Ketchum
Ash Ketchum, conocido en Japón como Satoshi (サトシ?), fue el protagonista principal de las primeras veinticinco temporadas de la serie de anime Pokémon. Es un Entrenador Pokémon originario de Pueblo Paleta de la región Kanto, Campeón de las Islas Naranja, Campeón Regional de Alola y Campeón Mundial/Monarca. Tiene un carácter perseverante, entusiasta y distraído, y su máxima ambición es llegar a ser el mejor Maestro Pokémon del mundo. Es uno de los personajes de anime más populares que existen y es con Pikachu la cara más reconocible de Pokémon. Existen apariciones de este personaje en las adaptaciones del manga, de las cuales incluyen: Pokémon: The Electric Tale of Pikachu, Pocket Monsters Zensho, y Ash & Pikachu.
Su nombre japonés original deriva del de su creador y de la propia franquicia Pokémon, Satoshi Tajiri. Su nombre internacional deriva del nombre japonés, dado que las letras de "Ash" están incluidas en "Satoshi"; mientras que el apellido “Ketchum” es un juego de palabras sobre el antiguo lema de la franquicia: “Gotta Catch'em All!” (“¡Atrápalos ya!” en Hispanoamérica y “¡Hazte con todos! en España).
En Japón, su voz se la brinda la cantante Rika Matsumoto. Su voz inglesa se la dio Verónica Taylor hasta 2006, donde Pokémon dejó de ser doblado por 4kids, y de ahí en adelante la encargada en darle voz es Sarah Natochenny. En España, su voz se la da Adolfo Moreno, mientras que en Latinoamérica su voz se la dio Gabriel Ramos hasta 2011, y de ahí en adelante su voz se la da Miguel Ángel Leal.
En diciembre de 2022, The Pokémon Company anunció que la próxima serie del anime, que se estrenaría en abril de 2023, no presentaría a Ash, sino a dos nuevos protagonistas.

## Historia

### Kanto (Serie El Comienzo)
Ash Ketchum, como todo entrenador Pokémon, aspira a convertirse en el maestro Pokémon más grande de todos los tiempos. Al cumplir 10 años, Ash tiene la oportunidad de recibir su Pokémon inicial por parte del investigador Pokémon, el Profesor Samuel Oak. sin embargo todos los Pokémon iniciales ya habían sido elegidos por otros entrenadores debido a que se quedó dormido y llegó tarde. Su insistencia por desear un Pokémon, le permitió recibir a Pikachu como su Pokémon inicial. En algunos episodios se encuentra con su rival principal Gary Oak, nieto del profesor, quien lo molesta constantemente. 
Durante su viaje, conoce a Misty, una apasionada entrenadora de Pokémon de tipo agua y posteriormente líder de gimnasio de Ciudad Celeste, y Brock, el líder de gimnasio de Ciudad Plateada y aspirante a criador Pokémon, quienes luego siguen al protagonista principal en sus aventuras, siendo sus mentores. En su camino se encuentra frecuentemente al Equipo Rocket (Team Rocket en la versión española), quienes tratan de robarle su Pikachu. En esta temporada, Ash captura un Caterpie, que evoluciona en Metapod y luego en Butterfree, el cual debe dejar ir para cumplir con un ritual de apareamiento. Pidgeotto que evoluciona en Pidgeot y lo deja libre para que cuide a unos Pidgey y Pidgeotto.
Luego de ganar 2 medallas se encuentra con un Bulbasaur, al cual atrapa y se queda con él (lo manda con el Profesor Oak en la cuarta temporada), encuentra un Charmander el cual fue abandonado por su entrenador y que evoluciona en Charmeleon y luego en Charizard, pero este Pokémon desobedece a su entrenador, causándole bastantes desastres. En la segunda temporada comenzó a obedecer nuevamente y en la tercera lo deja en el Valle Charicífico (Charirrífico en la versión española). Luego halla un Squirtle que originalmente era un bandido junto a un escuadrón de su misma especie, los cuales más tarde se convierten en bomberos oficiales de un pueblo (el de Ash se une al escuadrón de bomberos en la tercera temporada). Con ellos inicia su viaje y su recolección de medallas por toda la región Kanto mientras atrapa a otros Pokémon como Krabby, que evoluciona después en Kingler o Muk. Además de 30 Tauros capturados en la Zona Safari de Ciudad Fucsia. Otros Pokémon como Primeape que es dejado entrenando hasta que se convierta en campeón y pueda regresar con Ash. También está un Pokémon fantasma Haunter, quien entabló amistad con Ash para ganar la medalla número 4. 
Finalmente, consigue las ocho medallas llegando así a la Meseta Añil para participar en la competencia de la Liga Pokémon, donde conoce a muchos entrenadores entre ellos a Ritchie, con quien entabló amistad durante la competencia pero en los sorteos de clasificación, se enfrentan uno contra el otro. Ash pierde el combate debido a que su Charizard desobediente se negó a luchar contra el Pikachu de Richie, quedando entre los 16 mejores del torneo, logrando una buena reputación.

### Islas Naranja
Después de terminar entre los 16 mejores en la Liga Pokémon de la Meseta Añil, Ash se aventuró hacia las Islas Naranja para buscar una misteriosa Pokébola/Poké Ball GS para el Profesor Oak en isla Valencia, hogar de la Profesora Philena Ivy. Tras localizarla, Brock decide quedarse a vivir en la casa de la profesora, donde se haría cargo de los quehaceres. 
Ash y Misty cayeron en otra trampa del Equipo/Team Rocket con un dirigible, el cual, se estrella en una isla desconocida, Ash se entera de que hay una competencia de la Liga Pokémon conocida como la Liga Naranja. Ash y Misty conocen a un observador Pokémon llamado Tracey, quien se integra al grupo por ser conocidos del Profesor Oak, su ídolo. En esta temporada, Ash captura a un Snorlax el cual devoraba los Pomelos del archipiélago, además de cuidar a un Lapras que estaba siendo apaleado por unos desconocidos en las orillas de una playa, y que se convertiría en el medio de transporte entre las islas del archipiélago. Su Charizard quien no obedecía las órdenes de Ash, finalmente cambia de comportamiento y comenzó a obedecerlo.
Luego de obtener las 4 medallas necesarias para entrar a la Liga Naranja y enfrentar en una batalla final contra el invicto campeón de las Islas Naranja, Drake. Después de vencer a Drake y su Dragonite, Ash se convierte en el nuevo campeón de las Islas Naranja. Finalizada la Liga Naranja, Lapras es liberado para irse con su familia. Al llegar a Pueblo Paleta, Brock, para sorpresa de todos, está en la casa de la madre de Ash compitiendo con Mr. Mime por hacer los quehaceres, rehusándose a responder el porqué abandonó a la Profesora Ivy. Luego de que Ash perdiera una batalla con Gary, Misty le dice que él se fue a Johto para reiniciar su viaje. Tracey se queda como asistente de Prof. Oak y Brock se reintegra al grupo.

### Johto (Serie Oro y Plata)
Antes de que se Ash se vaya a Johto el Prof. Oak le dio una misión. Entregar la Poké Ball GS a Kurt, un famoso experto en Pokébolas.
Al llegar a dicha región, se inscribió, y comenzó a enfrentarse a los líderes de gimnasio de la región Johto. Ash captura a una Chikorita muy apegada a él, que evoluciona más tarde en Bayleef. Otros Pokémon como Cyndaquil, Totodile y Heracross se integraron a su equipo. Charizard, fue dejado en el Valle Charicífico para poder entrenar. Heracross se queda con Oak después de un torneo de Tauros. Squirtle, quien participó en un torneo de bomberos Pokémon, decide regresar con su antiguo escuadrón, y Bulbasaur quien también es enviado al laboratorio de Oak en Pueblo Paleta. A medida que los Pokémon de Ash se iban, otros se integraban a su equipo, como Noctowl y Phanpy.
Después de vencer en los ocho gimnasios de Johto, finalmente compite la Conferencia Plateada (Congreso Plata en la versión española) de la Liga Johto, a la que accede con los Pokémon atrapados en su viaje. En este torneo, Ash logra vencer a su rival Gary con la ayuda de Charizard, pero queda eliminado tras ser derrotado por Harrison, un entrenador Pokémon de la región Hoenn. Ash, quien por una recomendación hecha por Harrison, se dirige a la región Hoenn como su próximo objetivo. 
Al llegar a Ciudad Verde, Misty recibe una noticia por parte de sus hermanas mayores, indicando que debe regresar a Ciudad Celeste para cuidar el gimnasio mientras que ellas están ausentes, Misty ve este suceso con mucha tristeza ya que, aunque nunca lo dijo, gracias a ciertas situaciones y comentarios, había desarrollado un afecto especial por Ash, sin embargo aunque al momento de la despedida parece que se lo va a decir, es interrumpida por Brock. De igual manera, Brock regresa a su hogar para arreglar algunos problemas suscitados, mientras que Ash parte a Hoenn únicamente con Pikachu tras dejar a todos sus Pokémon al laboratorio del Profesor Oak.

### Hoenn (Serie Rubí y Zafiro)
Ash se encamina hacia Hoenn, dejando a todos sus Pokémon excepto a Pikachu al laboratorio del Profesor Oak. En Hoenn, conoce a una entrenadora novata e aspirante a coordinadora Pokémon llamada May (Aura en la versión española) y su hermano menor Max, quien aspira a ser un investigador Pokémon. En dicha región, se reencuentra con Brock e inicia su recorrido para la recolección de medallas. Durante su recorrido, Ash captura a Treecko que evoluciona a Grovyle y más tarde en Sceptile, Taillow que evoluciona a Swellow, Corphish, Torkoal y Snorunt que evoluciona a Glalie en el gran festival. En un momento, Ash se reencuentra con Misty, cuyo Togepi evoluciona en Togetic y es liberado. 
Luego de conseguir 8 medallas, Ash llega a al Campeonato de la Liga Hoenn, que se realiza en Ciudad Colosalia. Al llegar las semifinales de la Liga Hoenn, Ash es vencido por Tyson, un entrenador con el que había hecho amistad, quedando entre los 8 mejores, luego que Tyson se convertido en el campeón de la Liga Hoenn. Ash regresa a Pueblo Paleta, satisfecho por el resultado, y se despide de Max y May/Aura (quienes se quedan en ciudad Petalburgo) y Brock quien también regresa a su hogar.

### Kanto y la Batalla de la Frontera/Frente Batalla
De regreso a casa, Ash conoce a Scott, quien lo invita a participar en la competencia de la Batalla de la Frontera (Frente Batalla en la versión española) que se realiza en la región Kanto, para retar a los ases de la frontera/frente. Antes de iniciar su nueva aventura, Ash deja a Torkoal y Glalie con Oak, mientras que Phanpy se reintegra al grupo. Y durante el viaje captura un Aipom. 
Luego de derrotar a los ases de la frontera/frente: Noland, Greta, Tucker, Lucy, Spenser y Anabel (Sabino, Coro, Tactio, Fortunia, Aniceto y Destra en la versión española), se revela la ubicación de la última base en donde se encuentra el más fuerte de los ases de la frontera/frente, la Pirámide Batalla cuyo as de la frontera/frente se llama Brandon (Valente en la versión española). En el proceso, Anabel/Destra se enamora de Ash y Lucy/Fortunia, de Brock, sin que ambos se den cuenta.
Finalmente, Ash llega a la Pirámide Batalla, para enfrentar a Brandon, el último as de la frontera/frente. Ash se enfrentó a Brandon por 3 ocasiones, de las cuales en su tercera oportunidad, lo derrota, logrando ganar la competencia y el derecho de ser un as de la frontera/frente, pero Ash rechaza la oferta para seguir viajando como entrenador. En esta temporada, Ash utilizó a todos los Pokémon que fue capturando a lo largo de sus viajes, y así pudo lograr la victoria. Se destaca por ejemplo, la batalla de Charizard contra Articuno, en la cual gana Charizard.
Luego de un Concurso Pokémon, en donde también participó Ash, sus amigos Max y May/Aura se despiden de él, mientras que Brock, regresa a su casa.
En Pueblo Paleta, Ash y Gary, tienen una batalla. Ash es derrotado, y Gary le habla sobre la región Sinnoh. Todos los Pokémon de Ash son enviados al laboratorio de Oak, a excepción de Pikachu y Aipom, quien también sigue a Ash hasta Sinnoh.

### Sinnoh (Serie Diamante y Perla)
A partir de las series Pokémon: Diamante y Perla, Pokémon DP: Dimensión de Batalla, Pokémon DP: Batallas Galácticas y Pokémon DP: Los Vencedores de la Liga Sinnoh.
En esta región Ash conoce a Dawn (Maya en la versión española). Luego de que Ash perdiera a Pikachu por culpa del Equipo/Team Rocket, ella lo encuentra herido y se lo devuelve y desde ese momento empiezan a viajar juntos, Dawn/Maya desea convertirse en una gran coordinadora Pokémon junto a Piplup (su Pokémon inicial). Ash nuevamente se reencuentra con Brock el cual llega a esta región solo con Sudowoodo. En esta nueva etapa de la serie, Ash conoce a un entrenador llamado Paul (Polo en la versión española) que se podría decir que es la contraparte de Ash, con quien inicia una rivalidad y tiene varias peleas a lo largo de la serie. En determinado momento, Ash se reencuentra con May/Aura, quien viaja a Sinnoh para participar en el Concurso Pokémon de Wallace/Plubio, siendo mentora y rival de Dawn/Maya.
Ash captura a Starly, Turtwig, Gligar y Gible además cambia a Aipom por el Buizel de Dawn/Maya ya que a Aipom le gustaban los concursos y a Buizel, las batallas, los Pokémon de Ash excepto Buizel y Gible fueron evolucionandos a sus etapas finales mientras iba pasando el tiempo: Starly evolucionó en Staravia y luego en Staraptor, Turtwig a Grotle y después a Torterra y Gligar se convirtió en Gliscor. Como uno de los integrantes en su equipo está Chimchar, un Pokémon que originalmente pertenecía a Paul, pero como era de esperarse Paul lo libera al decir que era débil. Pasó a ser parte del equipo de Ash y posteriormente evolucionando en Monferno y por último en Infernape, convirtiéndose en un Pokémon fundamental ya que lo ayudó en gran parte de las batallas de gimnasio y gracias a él también vence a Paul por los cuartos de final del Torneo de la Liga Sinnoh venciendo a Aggron, Ninjask y al Electivire de Paul. Tras conseguir las 8 medallas requeridas para competir en la Liga Sinnoh, Ash terminó entre los cuatro mejores de la competición luego de haber superado a su rival Paul en cuartos de final y siendo derrotado por Tobías en semifinales, a pesar de que Ash había derrotado a los Pokémon legendarios de este (Latios y Darkrai, siendo el único en hacerlo), luego Tobías se convertiría en el campeón de la Liga Sinnoh, mientras que Ash decide ir a Unova (Teselia en la versión española). Al terminar, Ash se despide de Dawn/Maya, la cual viajaria a Hoenn para participar de los concursos de la región, y definitivamente de Brock, quien decidió iniciar sus estudios de veterinario Pokémon.

### Unova/Teselia (Serie Negro y Blanco)
A partir de las series Pokémon: Negro y Blanco, Pokémon Negro y Blanco: Destinos Rivales y Pokémon Negro y Blanco: Aventuras en Unova/Teselia y más allá.
En esta nueva temporada, Ash inicia un nuevo viaje por la región Unova llevándose nuevamente solo a Pikachu. En el camino conoce a Iris, una joven enérgica de una aldea conocida por ser entrenadores de Pokémon de tipo dragón que aspira ser una maestra Dragón, y Cilan (Millo en la versión española), uno de los líderes de gimnasio de la Ciudad Striaton (Gres en la versión española) y aspirante a conocedor/sibarita Pokémon, quienes se convertirían en sus nuevos compañeros de viaje. Ahí conoce a Trip, un entrenador novato y fotógrafo Pokémon que rápidamente se convierte en su nuevo rival y ha derrotado a Ash en tres de las cinco ocasiones que se han enfrentado. Ash consiguió las 8 medallas de Unova y capturó a Pidove (quién evolucionaría a Tranquill y luego a Unfezant), Oshawott, Tepig (quién evolucionaría a Pignite), Snivy, Scraggy, Sewaddle (quién evolucionaría a Swadloon y luego a Leavanny), Palpitoad, Roggenrola (quién evolucionaría a Boldore) y Krokorok (quién evolucionaría a Krookodile). Viajó al este de Unova junto con Cynthia (Cintia en la versión española), la campeona regional de Sinnoh, donde también se reencontró con Dawn/Maya. Y por un momento, también viajan con el Meowth del Equipo/Team Rocket quien supuestamente había sido despedido de la organización, sin embargo, sólo fue un plan para poder robar a Pikachu. También los acompaña temporalmente una Meloetta que escapaba del Equipo/Team Rocket, la cual se va con Larry, otro entrenador tras derrotar a Giovanni, líder de la organización.
Antes de ingresar a la Liga Unova/Teselia, Ash participa de la Copa Júnior, en donde sale subcampeón tras ser derrotado por Trip.
Tras llegar hasta los cuartos de final en la Liga Unova/Teselia, Ash lucha junto con N contra el Equipo Plasma, quienes controlaban a los Pokémon contra su voluntad, saliendo victoriosos.
Alexa, una reportera Pokémon originaria de la región Kalos se une al grupo para viajar por las Islas Decolora de camino a Kanto. Iris y Cilan/Millo se despiden de Ash para viajar por Johto, mientras Alexa le recomienda a Ash viajar a Kalos, tras una visita a Pueblo Paleta.

### Kalos (Serie XY)
A partir de las series Pokémon: XY, Pokémon: XY - Búsqueda en Kalos y Pokémon: XYZ.
Ash (solo con Pikachu) y Alexa viajan a Kalos en donde ella le informa que su hermana es una líder de gimnasio pero de otra ciudad, ya que se encontraban en Ciudad Lumiose (Luminalia en la versión española). Alexa se despide de Ash, y éste intenta retar al primer gimnasio en la ciudad, sin éxito, tras ello conoce a los hermanos Clemont y Bonnie (Lem y Clem en la versión española), quienes se impresionan con el estilo de lucha de él y Pikachu, y deciden acompañarlo. Tras un incidente en la Torre Prisma con un Garchomp del Profesor Augustine Sycamore, investigador centrado en el fenómeno de la Mega Evolución (Megaevolución en la versión española), la fama de Ash y Pikachu aumenta, llamando la atención de una joven, Serena, quien cree haberlo visto antes. Tras perder en el primer gimnasio, Serena encuentra a Ash, quien había olvidado su mochila en un Centro Pokémon. Ash no reconoce a Serena, por lo cual ella decide acompañarlo junto con Clemont/Lem y Bonnie/Clem. Serena revela que Ash la ayudó hace tres años atrás en un campamento de verano del Profesor Oak en Pueblo Paleta y que desde ese entonces quería agradecerle, Ash la recuerda, haciendo que Serena comienze a tomarle un cariño especial.
Más adelante, Clemont/Lem confiesa que es un líder de gimnasio pero como no tenía tiempo para sus otros proyectos creó a Clembot, un ayudante que controlaba el gimnasio por él, resolviendo el problema gracias a Ash.
En el camino, Ash va retando gimnasios y conociendo amigos y rivales, mientras que Serena se convierte en una artista/estrella Pokémon gracias a él y al consejo de Shauna, otra artista/estrella. Ash captura a Froakie (quien evolucionaría a Frogadier y luego a Greninja y con quien desarrolla una Sinergia Afectiva (Metamorfosis Afectiva en la versión española) que le permite tener una transformación en Greninja Ash), Fletchling (quien evolucionaría a Fletchinder y luego a Talonflame), Hawlucha, Goomy (quien evolucionaría a Sliggoo y luego a Goodra) y encuentra un huevo del cual nace un Noibat (el cual evoluciona a Noivern)
Durante el viaje, Ash logra luchar por primera vez contra un campeón regional, en este caso contra Diantha (Dianta en la versión española), la campeona regional de Kalos, en donde su Greninja Ash logró luchar de igual a igual contra el Mega-Gardevoir de Diantha/Dianta, terminando la lucha sin decisión ya que Ash y Greninja se desmayaron al agotar la Sinergia Afectiva/Metamorfosis Afectiva.
Ash obtiene las ocho medallas y va rumbo a la Liga Kalos donde pierde contra Alain la final, quedando a Ash subcampeón y Alain se convierte en el campeón de la Liga Kalos, pero fue gracias a que Alain tenía el Mega-Aro de su jefe Lysandre y con el poder de mega evolucionar a Charizard en Mega-Charizard X y hacer que Ash perdiera contra su rival, la celebración se ve interrumpida por raíces extrañas que tenían que ver con el Equipo/Team Flare y su líder Lysandre, quienes querían controlar al Pokémon legendario y guardián de la región, Zygarde. Lysandre ve destruidos sus planes por los líderes de cada gimnasio de Kalos, los campeones regionales y por Ash y sus amigos.
De a poco comienzan a reconstruir lo que quedó de la devastada Ciudad Lumiose/Luminalia donde todos cooperan con su reconstrucción y la felicidad de la gente al ver la actuación de Serena, Shauna y Jessie. Luego Ash y sus amigos disfrutan su última aventura en el aeropuerto de Kalos, con Clemont/Lem y Bonnie/Clem regresando a su gimnasio y Serena emprendiendo su propio viaje a Hoenn como coordinadora Pokémon, pero antes de despedirse, ella le confiesa a Ash que él es su meta y lo besa inesperadamente, dejando a todos conmovidos.

### Alola (Serie Sol y Luna)
A partir de las series Pokémon: Sol y Luna, Pokémon: Sol y Luna - Ultra Aventuras y Pokémon: Sol y Luna - Ultraleyendas.
La madre de Ash, Delia Ketchum, gana unos boletos para ir a la Isla Melemele, en la paradisíaca región Alola gracias a su Mr. Mime. En la playa, Ash y Pikachu se montan en un Sharpedo donde ven Pokémon nuevos. Posteriormente, todos se dirigen a la Escuela Pokémon para entregarle un huevo Pokémon a Gabriel Oak, primo del Profesor Oak, pero en el camino Ash y Pikachu se distraen y persiguen un Grubbin salvaje hasta el bosque, pero son asustados por un Bewear salvaje y se escapan llegando así a la Escuela Pokémon, donde Ash es arrollado por unos Tauros que eran montados por Kiawe, Mallow, Lana y Sophocles (Kiawe, Lulú, Nereida, y Chris en la versión española), conocidos por ser los capitanes de la región. Ash decide asistir con los chicos a la escuela en donde también conoce a Lillie (Lylia en la versión española), una joven que de algún modo sufre una fobia a contactarse físicamente con tocar a los Pokémon. Ash aprende la naturaleza de los Movimientos Z, potentes técnicas que los Pokémon pueden realizar sincronizándose con la energía de misteriosos cristales que se encuentran en la región, los Cristales Z, gracias a que Tapu Koko, un Pokémon legendario y uno de los guardianes de Alola, se interesó en él y le obsequió un Aro Z que sirve para activar los cristales, además de un Electrostal Z, el cristal correspondiente al tipo eléctrico. En la primera temporada, Ash alterna entre asistir a la escuela y obtener Cristales Z mediante el Desafío Insular. 
En la segunda temporada, Ash tiene un sueño con los Pokémon legendarios Solgaleo y Lunala en donde les promete cuidar a alguien, luego en el camino Pikachu se adentra en el bosque y encuentra a Nebby (Nebulilla en la versión española), un Cosmog que llama la atención de la Fundación Æther liderada por Lusamine (Samina en la versión española), la madre de Lillie/Lylia. En un momento dado secuestran a Lusamine/Samina y Ash junto con sus amigos deben ir a rescatarla, pues fueron los Ultraentes, criaturas que habitan en dimensiones paralelas, quienes la secuestraron. Después, la pandilla descubre que Solgaleo y Lunala, tienen el poder para abrir Ultraumbrales hacia donde residen los Ultraentes. Así que deciden ir al Altar del Sol con los Tapus (los Pokémon legendarios y guardianes de las islas: Tapu Koko, Tapu Lele, Tapu Fini y Tapu Bulu), y con Nebby/Nebulillia, que posteriormente evoluciona a Cosmoem, es atraído por una fuerza extraña y sorpresivamente evoluciona a Solgaleo. Ash recibe un Solgaleostal Z para poder realizar el Movimiento Z "Embestida Solar", ya que con ese poder se pueden abrir Ultraumbrales. Al ver que Ash no puede insertar el cristal Z en su Aro Z, Tapu Koko y el resto transforman el Aro Z de Ash en un Super Aro Z para que puedan utilizar el Solgaleostal Z. En el Ultraespacio, hogar de los Ultraentes, Ash obtiene un Pikashunium Z (Ash-Pikastal Z en la versión española) con el que obtiene el poderoso Movimiento Z "Gigarrayo Fulminante".
Durante ambas temporadas, Ash logra capturar a un holgazán pero gracioso Rowlet, un combativo Litten quien cuidaba de un viejo Stoutland que luego fallece, evolucionando en el proceso a Torracat y al final a Incineroar, un enérgico Rockruff que frecuentaba la casa del Profesor Kukui, asistente de Gabriel Oak, y que combatía con poderosos Pokémon de la región hasta luego evolucionar gracias a Tapu Lele en un Lycanroc crepuscular, y un Pokémon singular que no había sido descubierto, al que llamaron Meltan, que luego de fusionarse con otros de su misma especie evoluciona a Melmetal. Además se hizo amigo de un Poipole, un ultraente bondadoso y gracioso, que luego evoluciona a Naganadel.
Luego de controlar los Ultraumbrales, el Profesor Kukui decide crear la Liga Alola, instando a Ash, sus amigos y al resto de entrenadores a participar. Tras vencer a Gladion (Gladio en la versión española), el hermano mayor de Lillie y su rival en la región en la final, Ash gana por primera vez una Liga Pokémon oficial y se convierte en el primer campeón regional de Alola. Tras un ataque de un grupo de Guzzlord, se revela que el héroe Emascarado Royal local es el mismo Kukui, quien enfrenta a Ash en la batalla de exhibición posterior a la Liga Alola. Ash derrota a Kukui, quien incluso hizo equipo con el guardián Tapu Koko, para días después de regresar a Pueblo Paleta, Ash deja a sus Pokémon capturados en la región (Rowlet, Lycanroc, Incineroar y Melmetal) con Kukui para resolver amenazas de los Ultraumbrales.

### Todas las regiones y Galar (Serie Viajes Pokémon)
A partir de la serie Viajes Pokémon.
Tras regresar de Alola, Ash y su madre acompañan al Profesor Oak al laboratorio del Profesor Cerise (Cerezo en la versión española) en Ciudad Carmín, en la región Kanto. Durante su estadía, participa de una batalla de incursión contra el Pokémon legendario Lugia, al cual logra montar, coincidiendo con otro muchacho llamado Goh, otro amante de los Pokémon cuyo objetivo es capturar al Pokémon mítico (singular en la versión española) Mew. Al ver que ambos lograron un contacto tan cercano con Lugia, el Profesor Cerise/Cerezo los toma como sus investigadores de campo, descubriendo misterios Pokémon en las diferentes regiones, incluyendo la nueva región: Galar. Durante sus viajes, Ash participa en algunas competencias, ganando la Copa Flauta de Vidrio de la Batalla de la Frontera/Frente Batalla de la región Hoenn.
Tras presenciar una final de la Serie Mundial de Coronación en Galar entre el invicto campeón regional de Galar Leon (Lionel en la versión española) y el campeón regional de Kanto y Johto Lance por el título del campeón mundial (en donde el primero vence), y donde se presenta la fuerza Dynamax (Dinamax en la versión española), la cual hace que los Pokémon crezcan considerablemente y algunos cambien de forma), Ash se apasiona y busca retar a Leon/Lionel. Cosa que logra tras evitar que un Drednaw Gigamax destruya el estadio, usando a Pikachu (quien también había logrado la forma Gigamax). Leon/Lionel derrota a Ash en una batalla no oficial y lo insta a que se inscriba en la Serie Mundial de Coronación para poder enfrentarse nuevamente en una revancha oficial. Además, le regala una Banda Dynamax (Maximuñequera en la versión española) para que pueda activar el fenómeno a su voluntad en las batallas en la región. Durante los viajes clasificatorios, Ash logra atrapar un Dragonite (a quien Ash entrenó para volar siendo un Dragonair) y un Gengar (quien fue abandonado por un entrenador en donde, en la actualidad, es el laboratorio del Prof. Cerise/Cerezo). Más adelante, recibe un huevo del Centro Pokémon, que venía de la región Sinnoh. Ash percibe una conexión a distancia con aquel huevo, y el pensamiento lo llevó directo a él. Este huevo eclosiona a un Riolu, quien terminaría siendo atrapado por Ash.
Tras presenciar otra batalla de Leon/Lionel, Ash se topa con un combativo Farfetch'd de Galar, quien retaba a batallas a todo entrenador que se le cruzaba. El Farfetch'd derrotó fácilmente al Farfetch'd convencional de Goh y se enfrentó al Riolu de Ash, en donde este último vence, tras una intensa contienda. Farfetch'd accede a ser capturado para fortalecerse junto a Ash.
Ash, Goh y Leon/Lionel enfrentaron al Pokémon legendario Eternatus, el cual era parte de una leyenda en el que este traía la "Noche Negra" a Galar, y provocaba rayos de energía Dynamax/Dinamax que hacía provocar este fenómeno en algunos Pokémon de la región. Con la ayuda de los Pokémon legendarios y protectores de Galar, Zacian y Zamazenta, Ash y Goh detuvieron a Eternatus y lo capturaron para resguardar la región. En este arco, el Riolu de Ash evoluciona a Lucario para protegerlo durante la batalla contra el Presidente de la Liga Galar, Rose. Luego en una exploración de fósiles en la misma región, Ash logra atrapar un recién restaurado Dracovish.
A medida de que viaja, Ash es retado por numerosos entrenadores en la Serie Mundial de Coronación: destacándose Korrina (Corelia en la versión española), a quien conoció en Kalos siendo una líder de gimnasio, derrotándola en dos ocasiones; Bea/Judith, una líder de gimnasio de Galar, experta en Pokémon de tpo Lucha, con la que sufre su primera derrota en la Serie Mundial de Coronación, siendo la rival de Ash en la región (empatando su segundo encuentro, más una victoria de Ash en el tercero); Rinto, un entrenador que resalta las fallas de conexión entre Ash y su Farfetch'd, ganando Rinto en un duelo de práctica, y luego Ash en una revancha, debido a que Farfetch'd evolucionó en Sirfetch'd; su antigua compañera de viaje Iris, quien se había convertido en la nueva campeona regional de Unova/Teselia, con Haxorus, evolucionado de Fraxure y Axew, venciéndola cuando el Dragonite de Ash aprendió el poderoso ataque Cometa Draco (ayudado por la conexión dragón de Iris) y Roy, otro líder de gimnasio de Galar y amigo/rival de Leon/Lionel, en un duelo crucial para ingresar al Torneo de los Ocho Maestros de la Serie Mundial de Coronación, vencido por Ash gracias a Mega-Lucario (quien entrenó su conexión aural con el Greninja de Ash) y clasificándose como el octavo de la Clase Maestra.
El Torneo de los Ocho Maestros cuenta con los clasificados por orden: Leon/Lionel (campeón mundial reinante y campeón regional de Galar), Cynthia/Cintia (campeona regional de Sinnoh), Steven/Máximo (campeón regional de Hoenn), Lance (subcampeón mundial y campeón regional de Kanto y Johto), Diantha/Dianta (campeona de Kalos), Alain (campeón de la Liga Kalos), Iris (campeona regional de Unova/Teselia) y Ash (nombrado como campeón regional de Alola). De los competidores, Ash es el único con posibilidad de usar las tres mecánicas especiales (Mega Evolución/Megaevolución, Movimiento Z y Dynamax/Dinamax) al contar con el Megaguante otorgado por Korrina/Corelia y una Lucarita otorgada por Gurkinn, el abuelo de Korrina/Corelia, el Super Aro Z que le dio Tapu Koko junto con el Pikashunium Z/Ash-Pikastal Z y la Banda Dynamax/Maximuñequera que le regaló Leon/Lionel.
Tras presenciar las victorias de Leon/Lionel sobre Alain, Diantha/Dianta sobre Lance y Cynthia/Cintia sobre Iris, Ash se enfrenta a Steven/Máximo, derrotándolo con una estrategia excelente (siendo el segundo campeón regional en ser derrotado por Ash, siendo Iris la primera). En las semifinales, por un lado se enfrentarán Leon/Lionel y Diantha, y por el otro, Ash con Cynthia/Cintia, en la cual, Leon/Lionel vence a Diantha/Dianta de manera abrumadora, mientras que Ash vence por primera vez a Cynthia/Cintia en una intensa y desgastante batalla, evitando inconscientemente que ella se retire de las batallas, tal como se lo comentó a Diantha/Dianta. Ahora con estos nuevos resultados, Ash y Leon/Lionel se enfrentarán en la final para definir al título de campeón mundial. En el mismo, Leon/Lionel le permitió a Ash usar las tres mecánicas especiales que tenía (Mega Evolución/Megaevolución, Movimiento Z y Dynamax/Dinamax). La batalla tenía un rumbo impredecible porque ambos lucharon contrarrestando la estrategia del otro, hasta el punto culminante en el que Ash solo tenía a Pikachu, mientras Leon/Lionel aún disponía de Charizard y Cinderace. Debido a la colisión de poderes entre Movimiento Z y Movimiento Gigamax, Eternatus se escapa del laboratorio en el que estaba encerrado y asiste al estadio para disipar la energía, recargando la energía Dynamax de los competidores. Tras vencer en su forma Gigamax al Cinderace Gigamax de Leon/Lionel, y tener una reñida y desgastante batalla con Charizard, Pikachu despierta un magnífico poder cuando todos los Pokémon de Ash lo animan en su subconsciente y logra derrotarlo. Por lo que, después de mucho tiempo, Ash finalmente se convierte en el mejor entrenador Pokémon del mundo y en el nuevo campeón mundial.
En esta saga, por primera vez, Ash no atrapa ninguno de los Pokémon iniciales de la nueva región a explorar (Grookey, Scorbunny y Sobble, los Pokémon iniciales de Galar), siendo todos atrapados por Goh. Además, contó con regresos temporarios de casi todos sus excompañeros de viaje.

#### Reboot
A partir de la película número 20 hay una nueva historia. 
- ¡Te Elijo a Ti!/¡Yo Te Elijo! (2017): Desde el comienzo de su aventura como entrenador, el joven Ash Ketchum de 10 años y su primer Pokémon, Pikachu, viven una experiencia inolvidable. Al tiempo que ellos fortalecen sus lazos de amistad, también son testigos de la majestuosidad de uno de los Pokémon legendarios más conocidos. Una pluma se convierte en el boleto hacia el sueño de Ash de reunirse con Ho-Oh. Pero será Marshadow, un Pokémon mítico que se oculta en las sombras, y los nuevos entrenadores Verity y Sorrel (Verónica y Samuel en la versión española), quienes finalmente lo guíen en este camino.

- El Poder de Todos (2018): Después de despedirse de Verity/Verónica y Sorrel/Samuel tras su batalla contra Ho-Oh en el Monte Tensei, Ash y Pikachu viaja a Ciudad Fula (Mistral en la versión española) para participar en el Festival del Viento que celebra cuando Lugia, el Pokémon legendario les otorgó el viento a los antiguos habitantes de ciudad Fula. Entre la gente que se reúne al festival nos presentan a Risa (Rita en la versión española), una estudiante de secundaria y novata con los Pokémon; Callahan (Bernardo en la versión española), un fanfarrón que cuenta mentiras a todo el mundo; Toren (Hugo en la versión española), un miedoso investigador con falta de confianza; Harriet (Enriqueta en la versión española), una anciana que odia a los Pokémon y Margo (Marga en la versión española), la hija del alcalde de Ciudad Fula que deambula sola por el bosque. Luego Risa/Rita le pide ayuda a Ash para atrapar un Eevee. Los problemas comienzan cuando el Equipo/Team Rocket roba un gas tóxico y lo expanden por la ciudad y empeora cuando los molinos de viento dejan de girar por el robo de la flama eterna que se descubre que fue Margo/Marga con la intención de arruinar el festival para proteger al Pokémon mitico Zeraora. Entonces Toren dice que la única forma de combatir el gas es con la esencia del movimiento cura natural mientras que Harriet/Enriqueta idea un plan para utilizar la antigua planta de energía como mecanismo para esparcir la cura. Las cosas sin embargo se complican cuando el humo provoca la explosión de un trasformador que deja sin energía la ciudad y causa un incendio en la montaña. Al ver esto, Zeraora se precipita a ayudar a los Pokémon salvajes en peligro y es seguido por Ash y Margo/Marga. Risa/Rita por su parte se propone a devolver la flama eterna a su pedestal para atraer a Lugia, quien años atrás ayudó a calmar un incendio similar. A su vez Callahan/Bernardo y Harriet/Enriqueta se abren camino a través del fuego gracias a varios Pokémon y logran llegar a la planta de energía ubicada en la montaña. En medio de esto, Ash logra convencer a Zeraora de confiar en los humanos y el alcalde une los esfuerzos coordinados de personas y Pokémon para controlar el fuego. De repente una antena se viene abajo precipitándose hacia Margo/Marga y a Ash intentando protegerla pero Zeraora actúa rápidamente para sostener la estructura y agota casi todas sus energías para devolverla a su lugar. Risa/Rita por su parte consigue invocar a Lugia el cual hace llover sobre la montaña extinguiendo así el incendio. El viento regresa a la ciudad y el festival abre nuevamente sus puertas para el último día. Tras esto el alcalde da un discurso en el que revoca las mentiras que se han infundido en torno a Zeraora de forma tal que las personas puedan vivir. Luego el Festival del Viento se reanuda con buenos resultados: Toren/Hugo tiene más confianza en sí mismo, Harriet/Enriqueta tiene más afecto sobre los Pokémon y Callahan/Bernardo ya no miente, mientras que Ash y Pikachu abandonan la Ciudad Fula para continuar su viaje.

- Mewtwo Contraataca: Evolución/Mewtwo Contraataca 2/Mewtwo vs Mew 2 (2019): Los investigadores descubren un fósil del Pokémon mítico Mew y llevan a cabo una creación que va en contra de las leyes de la naturaleza: Mewtwo, un Pokémon legendario destinado a ser utilizado como una herramienta de destrucción. Pero, a medida que toma conciencia de su existencia, Mewtwo comienza a sentir resentimiento hacia sus creadores humanos y a buscar venganza, ¡y Ash Ketchum, su compañero Pikachu y sus amigos Misty y Brock se encuentran en medio de la furia desenfrenada de Mewtwo! (Esto es una adaptación de Pokémon: Mewtwo Contraataca/Mewtwo vs. Mew).

- Los Secretos de la Selva (2020): Tras dejar la Ciudad Fula, Ash y Pikachu llegan al Bosque de Okoya y se encuentran con Koko, un joven que fue criado como Pokémon por el Pokémon mítico Zarude y, por lo tanto, cree que lo es. Lo ayudan a comenzar a descubrir su verdadera identidad y su verdadero pasado, lo que lleva a la revelación de un complot en la Compañía Biotopo con el científico loco Doctor Zed que amenaza con destruir el gran árbol, la casa de múltiples Zarude en el Bosque de Okoya.

## Los Pokémon de Ash

### En su equipo
- Pikachu ↔ Pikachu Gigamax
- Pidgeotto → Pidgeot (liberado para liderar una parva de Pidgey y Pidgeotto, y al final se reúne con Ash)

#### En el laboratorio del Profesor Oak
- Bulbasaur
- Charmander → Charmeleon → Charizard
- Krabby → Kingler
- Muk
- Tauros (×30, uno recibido de Brock)
- Snorlax
- Heracross
- Chikorita → Bayleef
- Cyndaquil → Quilava
- Totodile
- Noctowl (Variocolor o Shiny)
- Torkoal
- Snorunt → Glalie
- Tailow → Swellow
- Treecko → Grovyle → Sceptile
- Corphish
- Huevo → Phanpy → Donphan
- Starly → Staravia → Staraptor
- Turtwig → Grotle → Torterra
- Chimchar → Monferno → Infernape
- Buizel (recibido de Dawn/Maya por intercambio)
- Gible
- Gligar → Gliscor
- Pidove → Tranquill → Unfezant
- Oshawott
- Tepig → Pignite
- Snivy
- Huevo → Scraggy
- Sewaddle → Swadloon → Leavanny
- Palpitoad
- Roggenrola → Boldore
- Krokorok → Krookodile
- Fletchling → Fletchinder → Talonflame
- Hawlucha
- Huevo → Noibat → Noivern
- Dragonite
- Gengar ↔ Gengar Gigamax
- Huevo → Riolu → Lucario ↔ Mega-Lucario
- Farfetch'd (Forma de Galar) → Sirfetch'd
- Dracovish

#### En el laboratorio del Profesor Kukui
- Rowlet
- Rockruff → Lycanroc (Forma crepuscular)
- Litten → Torracat → Incineroar
- Meltan → Melmetal

#### En el Pueblo Paleta
- Mr. Mime

### En la Naturaleza
- Caterpie → Metapod → Butterfree (liberado para reproducirse)
- Squirtle (lidera a sus camaradas del Escuadrón Squirtle como bomberos)
- Lapras (lidera a su manada en las Islas Naranja)
- Seaking (capturado y liberado posteriormente en un concurso de pesca)
- Goomy → Sliggoo → Goodra (liberado para proteger un pantano en Kalos, luego se reúne con Ash para participar en la Liga Kalos y vencer a Lysandre, y al final regresa al pantano)
- Froakie → Frogadier → Greninja ↔ Greninja Ash (asiste a Zygarde para proteger Kalos)
- Poipole → Naganadel (liberado en el Ultraespacio, luego se reúne con Ash para atacar a Guzzlord y participar en la batalla de exhibición de la Liga Alola contra Kukui, y al final regresa al Ultraespacio)

### Cedidos
- Huevo → Togepi (a Misty)
- Butterfree (a El caballero en el EP-015 de la primera temporada, "Combate a bordo del St. Anne" (ES)/"Duelo a bordo del Santa Anna" (HA), intercambiado por su Raticate)
- Raticate (a El caballero en el EP-015 de la primera temporada, "Combate a bordo del St. Anne" (ES)/"Duelo a bordo del Santa Anna" (HA), intercambiado por su Butterfree)
- Beedrill (a Casey, una entrenadora fanática de los Pokémon Amarillos y Negros)
- Primeape (a Anthony en su Gimnasio Espíritu Luchador (ES)/Gimnasio el Espíritu Guerrero (HA), tras haber ganado el Grand Pix de los Pokémon luchadores)
- Aipom (a Dawn/Maya, intercambiado por su Buizel)
- Charjabug (a Sophocles/Chris)

### Acompañantes Temporales
- Haunter (acompañó a Ash desde la Torre Pokémon de Pueblo Lavanda, al combate de Gimnasio Azafrán contra Sabrina, la líder de Tipo Psíquico, Al final lo dejó con Sabrina en el gimnasio)
- Huevo → Larvitar (por encargo del Profesor Elm, Ash tuvo que llevar el huevo que fue rescatado de unos cazadores ilegales de Pokémon a una reserva en el Monte Plateado)
- Cosmog → Cosmoem → Solgaleo (en el EP987, por medio de un sueño, Solgaleo y Lunala piden a Ash que encuentre el Cosmog y cuide de él. Éste lo acompaña hasta evolucionar en Solgaleo)

## En el juego
En los juegos originales Ash no existe como tal, cada edición tiene a su propio protagonista, Rojo es el principal protagonista de los videojuegos Pokémon Rojo y Azul  y Pokémon Amarillo, junto a sus remakes Pokémon rojo fuego y verde hoja.
En el juego, Rojo es un niño de 11 años de edad de Pueblo Paleta. Rojo comenzó a sentir interés por los Pokémon, después de que su mejor amigo y rival Azul (Verde en la versión japonesa) deja de jugar con él. Su aventura comienza cuando un día el Profesor Samuel Oak llama a Rojo y Azul a su laboratorio para que reciban a su Pokémon inicial. Después de recibir su Pokémon inicial, Azul desafía a Rojo a un combate oficial. Más tarde, el Profesor Oak, les entrega a Rojo y Azul, una Pokédex para cumplir su sueño de completar toda la información de los Pokémon. 
Rojo viaja por todo Kanto, llenando de información la PokéDex y derrotando a los líderes de gimnasio. Su rival Azul, siempre está a un paso por delante de él, y parece que muchas veces, trata de impedir el progreso de Rojo. Cuando finalmente Rojo llega a la Meseta Añil para enfrentar al Alto Mando, Rojo se entera de que Azul ha derrotado a todos los miembros del Alto Mando, siendo el actual campeón de Kanto. Al final, Rojo derrota en un combate final a su rival Azul y se convierte en el nuevo campeón de Kanto. 
Aparte de Azul, el Equipo/Team Rocket es el enemigo principal de Rojo, quien trata de impedir sus malévolos planes. Durante su recorrido por Kanto, Rojo mantiene varios enfrentamientos con el Equipo/Team Rocket. Cuando Rojo derrota a Giovanni (Líder del Equipo/Team Rocket) la organización desaparece. Sin embargo, varios miembros que se encuentran en la Isla Inta, desconocen de lo sucedido y son derrotados por Rojo. Tres años más tarde, el Equipo/Team Rocket centra su atención en la región de Johto. 
En Pokémon Oro, Plata y Cristal y sus remakes Pokémon HeartGold y Pokémon SoulSilver, habrán pasado 3 años después de los sucesos en Kanto, un Rojo adolescente es el último personaje a enfrentar para poder terminar el juego, por lo que se le considera, como el personaje más poderoso de todos los juegos principales.
En Pokémon Sol y Luna, un Rojo adulto aparece en el Árbol de Combate en la entrada con Azul, también adulto, y luego podrás enfrentarte a un desafío con uno de ellos, y luego podrás enfrentarte nuevamente con Rojo en el Árbol de Combate.
Ash hace su aparición en el videojuego Pokémon Puzzle League de la consola Nintendo 64, donde intenta convertirse en un Pokémon Master Puzzle.
La trama de la serie de anime y su protagonista principal Ash Ketchum, son usados en el manga The Electric Tale of Pikachu, Pocket Monster Zensho y Ash & Pikachu, sus argumentos, están basados en los hechos ocurridos en el anime. En el manga The Electric Tale of Pikachu, está basado en los viajes de Ash hasta las Islas Naranja.

## Otros medios relacionados
- Si bien es cierto que Ash está basado en el personaje llamado Red, el protagonista principal de Pokémon Rojo, Azul y Amarillo. Ash y Rojo son muy distintos en relación con los videojuegos y la serie de anime. Ash también es un nombre estándar que se puede elegir entre los tres nombres representantes de Rojo en estos juegos.

- Ash hace su aparición en el videojuego Pokémon Puzzle League de la consola Nintendo 64,[5] donde intenta convertirse en un Maestro Pokémon Puzzle.

- La trama de la serie de anime y su protagonista principal Ash Ketchum, son usados en el manga The Electric Tale of Pikachu,[1] Pocket Monster Zensho[2] y Ash & Pikachu,[3] sus argumentos, están basados en los hechos ocurridos en el anime. En el manga The Electric Tale of Pikachu, está basado en los viajes de Ash hasta las Islas Naranja.